# Terrain (médical)
 (décembre 2020).
Si vous disposez d'ouvrages ou d'articles de référence ou si vous connaissez des sites web de qualité traitant du thème abordé ici, merci de compléter l'article en donnant les références utiles à sa vérifiabilité et en les liant à la section « Notes et références ».
En médecine le terrain est la capacité du corps à guérir et/ou à rester en bonne santé.

## Causes
Le terrain est un des composants de la santé et de la guérison.
Il dépend de la génétique, de l'alimentation (carences nutritionnelles de long, court ou moyen terme), de l'activité physique, de l'état du système immunitaire (infections passées, vaccinations...), des médicaments consommés, des toxiques (tabagisme, alcoolisme, pollutions, stress...), des blessures...